# Pałac w Goczałkowie Górnym
Pałac w Goczałkowie Górnym (niem. Schloss Kohlhöhe) – zabytkowy pałac w Goczałkowie Górnym – wsi w Polsce, w województwie dolnośląskim, w powiecie świdnickim, w gminie Strzegom.
Obiekt, którego początki sięgają 1615, przebudowany na przełomie XVIII i XIX w. oraz w 1889  stanowił siedzibę jednej z gałęzi starego  szlacheckiego rodu von Richthofen. Zespół pałacowo-parkowy wpisany jest do rejestru zabytków NID.

## Historia
Pałac pochodzi z 1615, kiedy baron von Schliewitz wybudował tutaj swoją rezydencję. W 1699 nabył posiadłość baron Johann Praetorius von Richthofen (1661-1739). W 1852 z powodu trudności finansowych w 1852 hrabia Friedrich von Richthofen (1805-1872) sprzedał rodzinne dobra Goczałków i Goczałków Górny bankierowi Emilowi Goldschmidtowi. Kilka miesięcy później zareagowali dwaj przyrodni bracia i przepłacając Karl Theresius von Richthofen (1811-1888) z Damianowic odkupił majątek Goczałków Górny, a Karl Preatorius Ulrich (1814-1878) z Bartoszówka odkupił dobra Goczałków. Następnie właścicielem pałacu i okolicznych ziem został Karl von Richthofen-Damsdorf (1842-1916), który zmarł w posiadłości 29 lutego 1916. Pod jego kierunkiem j jego żony Margarethe, z d. von Webern (1861-1933) w 1889 przebudowano pałac w stylu neogotyckim i eklektycznym. W 1889 założono także park przypałacowy wg projektu Eduarda Petzolda (1815–1891). Rysunek projektu zachował się do dziś.
W 1841 pałac odwiedził król pruski Fryderyk Wilhelm IV Pruski z małżonką.
Ostatnim właścicielem Goczałkowa Górnego do końca II wojny światowej była Spółka Cukrownicza Goczałków (niem. Zuckersiederei Gutschdorf GmbH), która była w rękach rodziny Richthofenów.
W 1945 pałac wraz z gruntami przejął PGR, a następnie przeszedł pod administrację Stadniny Koni w Strzegomiu. W pałacu urządzono biura i mieszkania dla pracowników.
W majątku obecnie gospodaruje Instytut Nawozów Sztucznych Puławy – Gospodarstwo Doświadczalne Goczałków. Po pożarze w 2007 prowizorycznie wyremontowano dach a obiekt stoi pusty. Nie jest użytkowany.

## Opis
Obecny charakter pałac zawdzięcza dwóm przebudowom: pierwszej na przełomie XVIII / XIX w. i kolejnej w 1889, oraz pożarowi w 2007. Dwuskrzydłowy obiekt na zarysie prostokąta, zwieńczony dachem czterospadowym z lukarnami został w 1889 przebudowany w stylu neogotyckim i eklektycznym. W łukowato sklepionym holu wyłożonym boazerią wymalowano drzewo genealogiczne rodu von Richtofen. Okna parteru z naczułkami zaopatrzono w kute metalowe zabezpieczenia. W portalu nad drzwiami wejściowymi umieszczono herby: Karla von Richthofena (po lewej) i Margarethe von Webern (po prawej) z dewizą: (niem.) „Unverzagt mit Gotte gewagt“ (pol. Nieustraszony z Bogiem śmiały). Obok pałacu znajdowała się jeszcze stajnia dla koni wierzchowych i do powozów, wyłożona malowanymi kafelkami z uchwytami na osprzęt konny ozdobionymi głowami koni.
Budynek jest częścią zespołu pałacowego, w skład którego wchodzą jeszcze: dwie oficyny mieszkalne z XVII i XIX w. oraz pozostałości parku krajobrazowego z 1889 wg projektu ogrodnika Eduarda Petzolda (1815-1891), zrujnowanego za czasów PRL-u; folwark z końca XVIII w., przebudowany w XIX w. i na początku XX w.: dom mieszkalny z XIX w., obora, stodoła.

## Zachowane pamiątki z pałacu
- srebrna rzeźba konna huzara 4. Śląskiego Regimentu Huzarów (w zbiorach prywatnych)[6]
- dzbanek na śmietankę z herbem (w zbiorach prywatnych)[6]

## Galeria

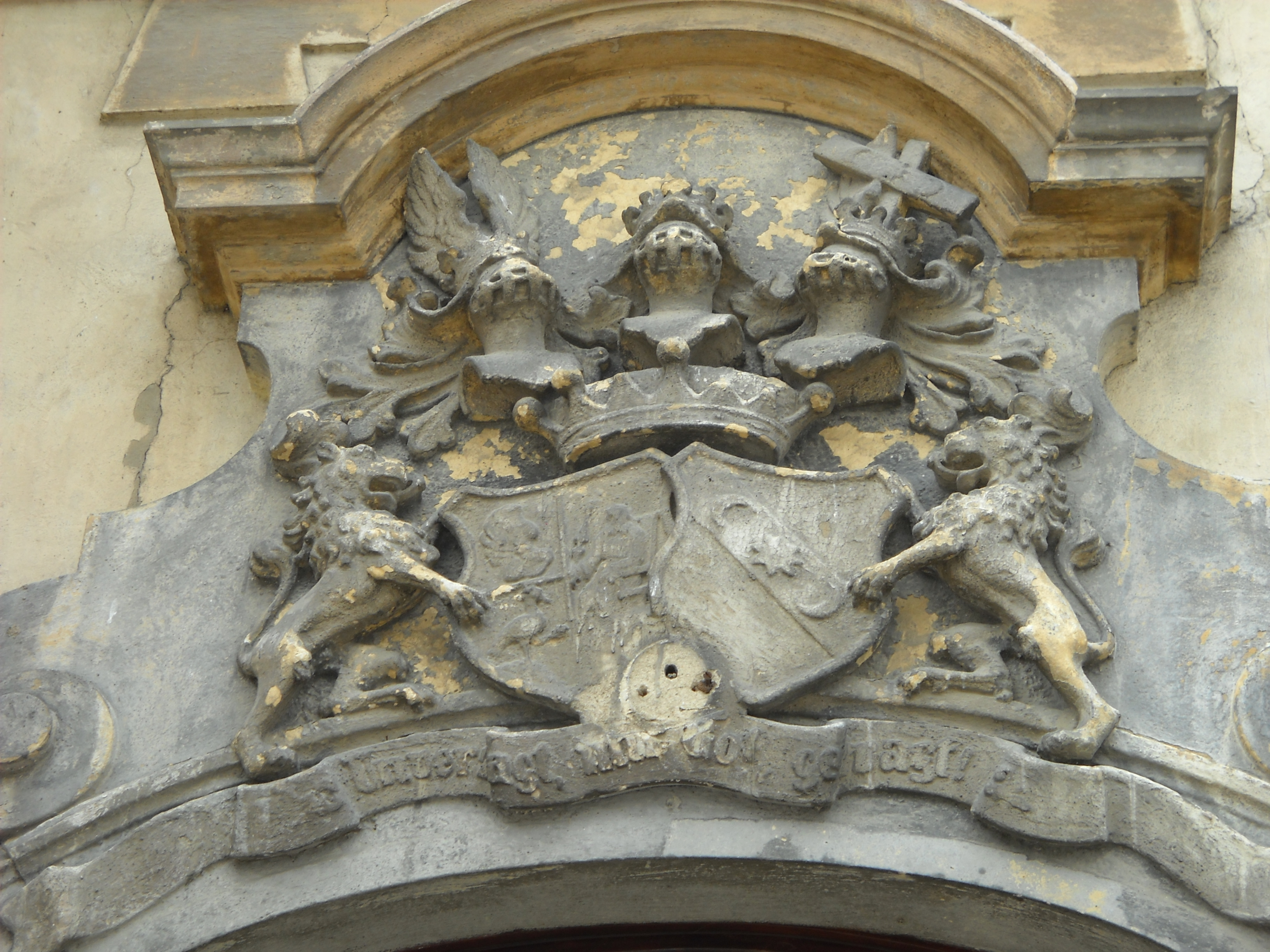
Herby: Richthofena (L),  Webern (P)
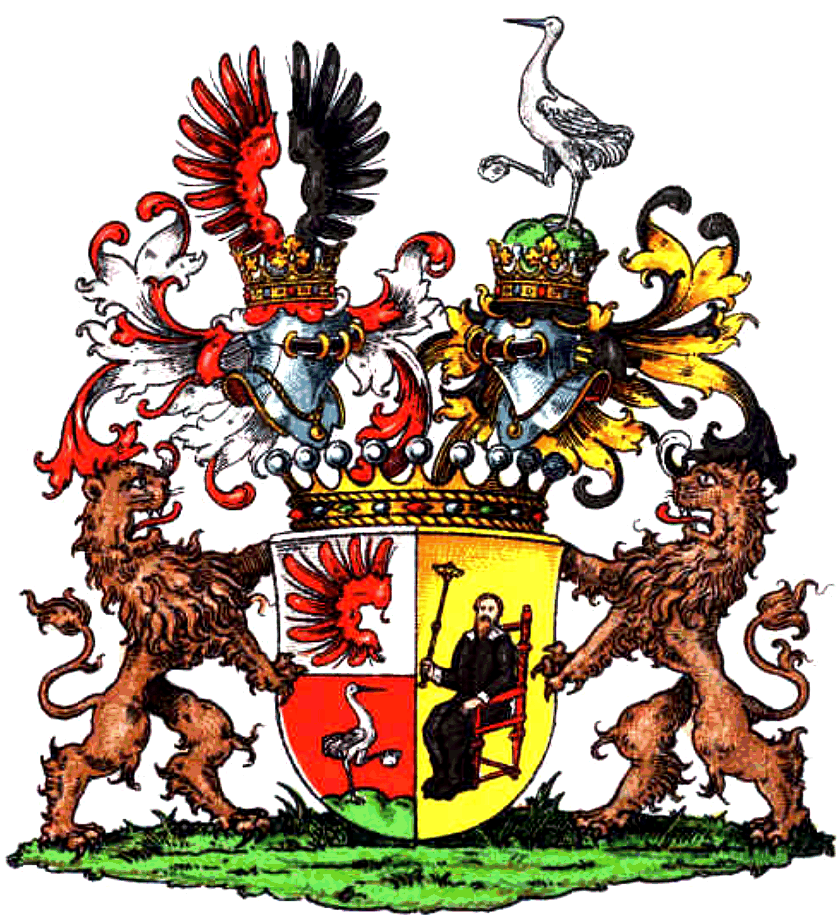
Herb Karla von Richthofena
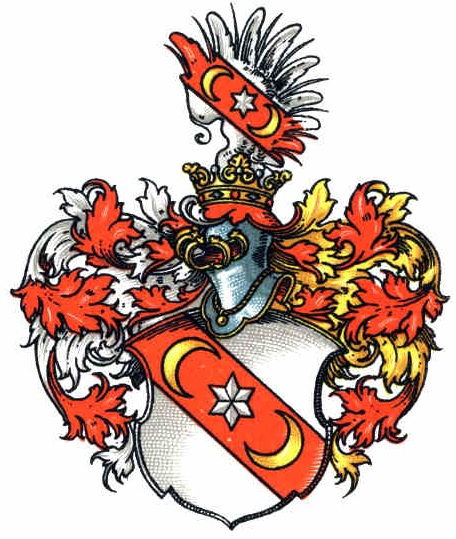
Herb Margarethe von Webern
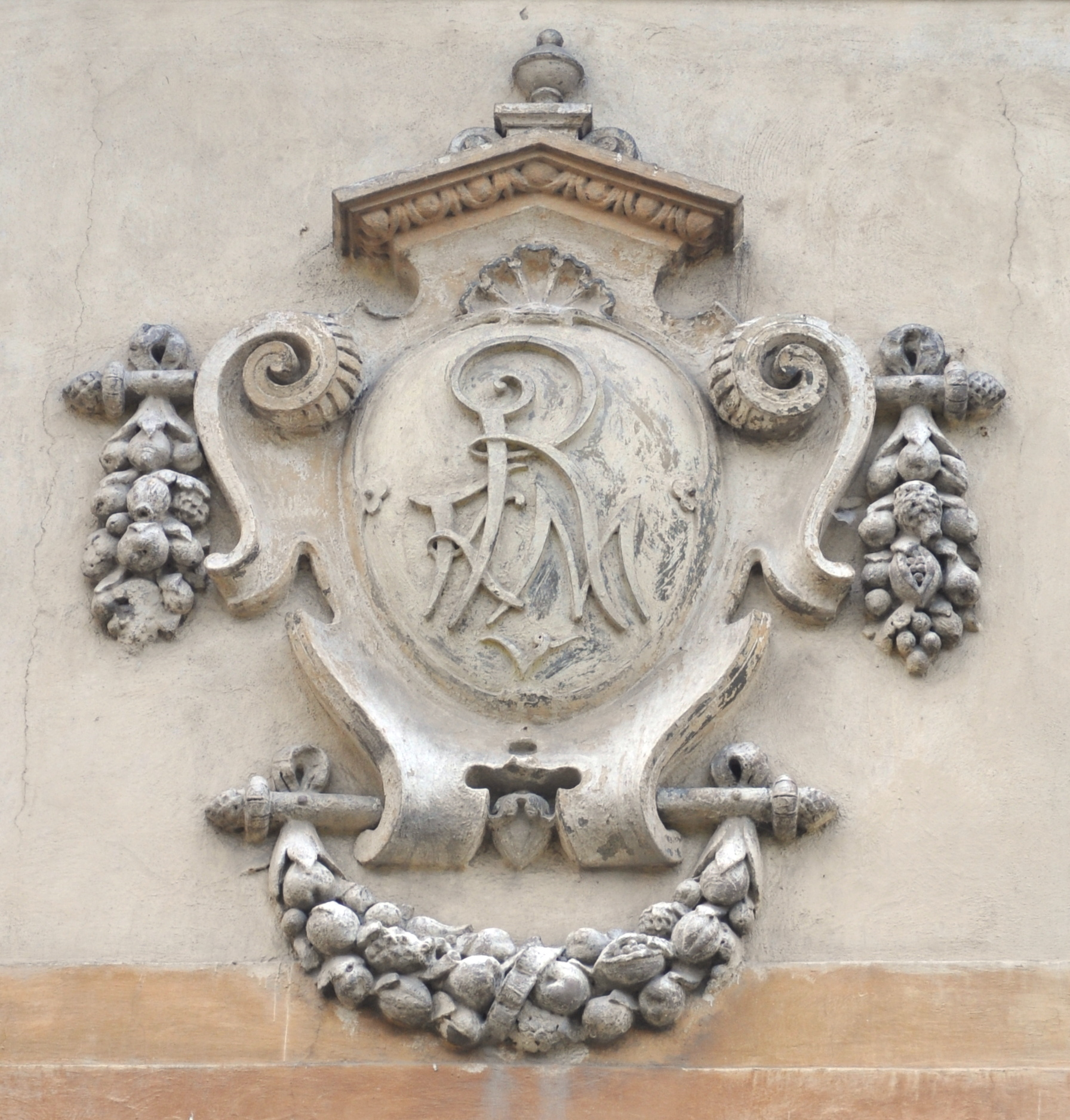
Inicjały Karla, Margarethe Richthofen
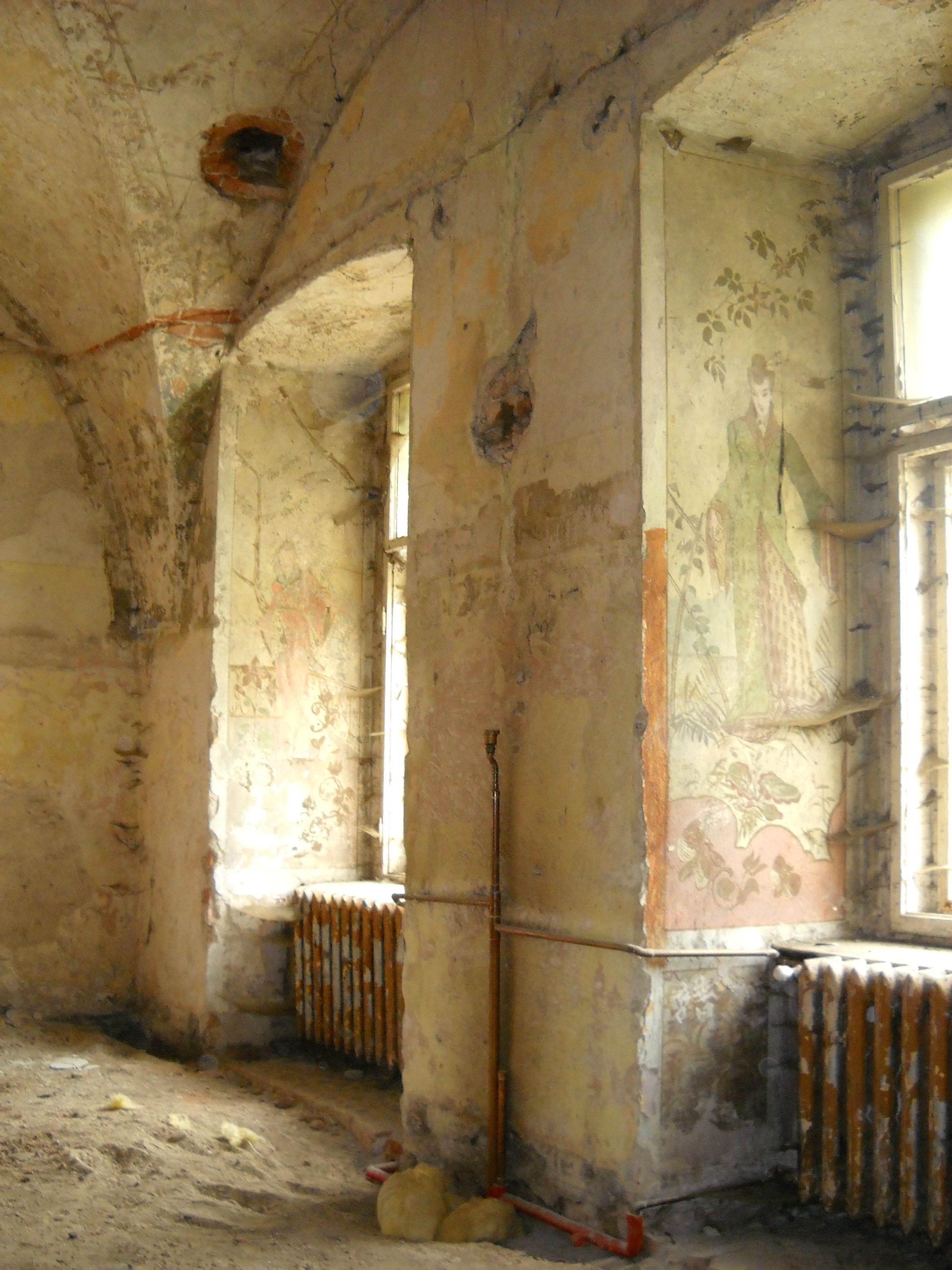
Dalekowschodnie malowidła w pałacu
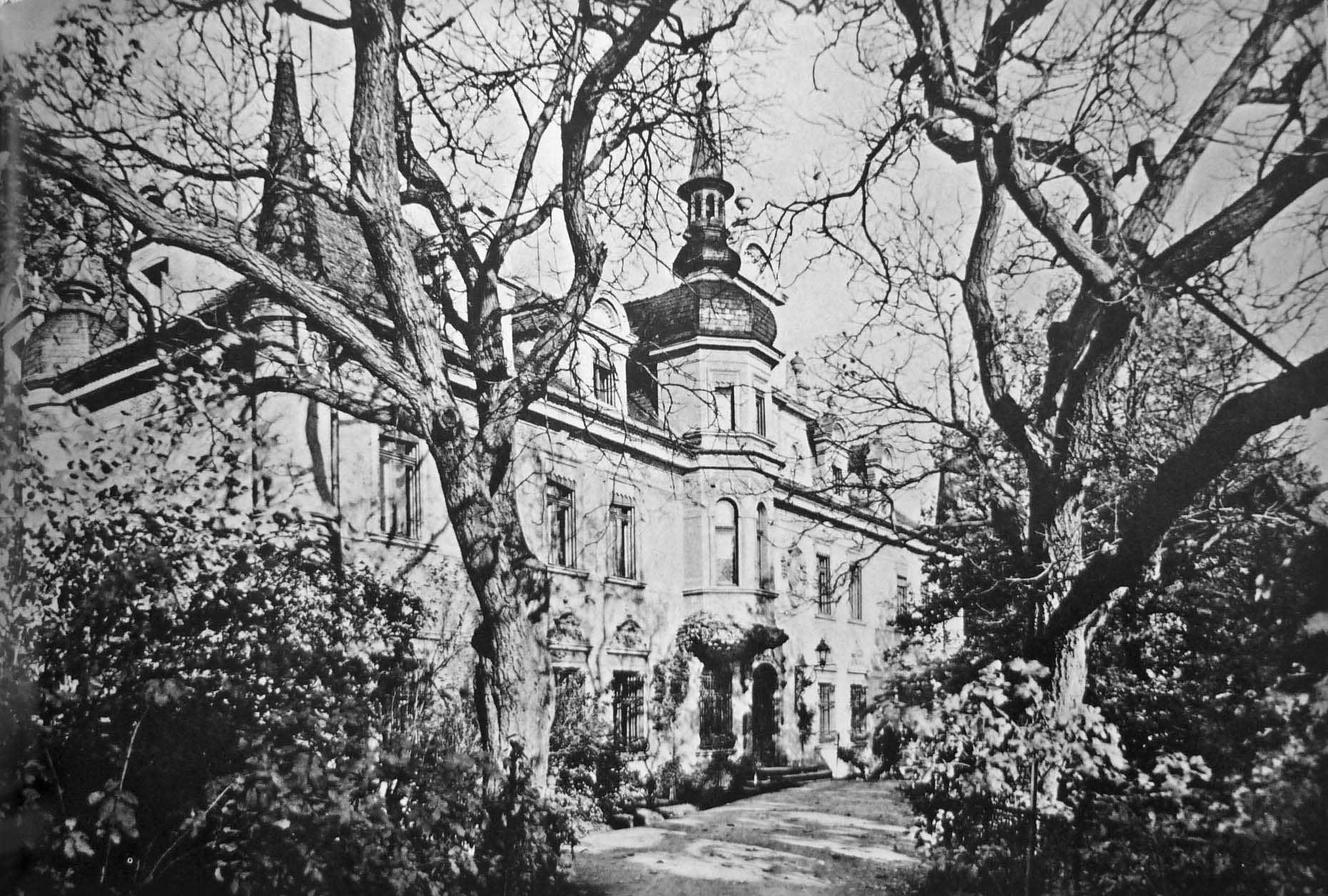
Pałac przed pożarem w 2007